# Jonny Diaz
Jonathan Adam "Jonny" Diaz (30 de marzo de 1984), es un artista pop cristiano contemporáneo estadounidense originario de Lakeland, Florida. Su canción "More Beautiful You" ha liderado en las listas de música cristiana estadounidense. Su álbum discográfico con su mismo nombre ha aparecido en las listas Top Heatseekers y Top Christian Albums de la revista Billboard.

## Carrera
Diaz lanzó su primer álbum Shades of White en agosto de 2003 justo antes de comenzar su segundo año de universidad, su segundo álbum Everyday God, fue lanzado durante su cuarto año de universidad. Colaboró con el productor Mitch Dane en su tercer CD They Need Love y el proyecto salió en marzo de 2007. En ese álbum incluyó la canción "Hold Me", que le llamó la atención cuando la canción se ubicó en los Top 40 charts.
El álbum de debut principal de Diaz, el álbum More Beautiful You ha aparecido en varias listas de la revista Billboard, el 25 de julio de 2009 ocupó el puesto número 32 en la lista de álbumes cristianos principales y el n° 25 en el chart Top Heatseekers. El sencillo principal del álbum, "More Beautiful You", llegó a las listas americanas a mediados de 2009 y alcanzó el número 2 en la lista Hot Christian Songs de Billboard a finales de agosto de 2009. La canción les dice a las jóvenes que son hermosas como son. Díaz dijo: "Espero llamar la atención de las mujeres y decirles la verdad que se encuentra en la Palabra de Dios, que nunca podría haber un ser más hermoso". Su carrera musical se inició esencialmente liderando la adoración para el grupo de jóvenes de la Primera Iglesia Presbiteriana en Lakeland, FL, jugando con Brett Blondell y Vanessa Barbee.

## Estilo
Según el sitio web Jesus Freak Hideout dice que su estilo "es un estilo similar al género de Jason Mraz". Sus canciones han sido comparado con Dave Barnes, Bebo Norman, John Mayer, y Brandon Heath.

## Giras
Diaz aperturo conciertos con Building 429, Steven Curtis Chapman, MercyMe, Bebo Norman y Shane & Shane. Ha actuado en varios festivales de música cristiana, como el Alive Festival y el Atlanta Fest. En su sitio web oficial, anuncia que hará una gira con Matthew West en el "Story of Your Life Tour".

## Vida personal
Después de graduarse de la escuela secundaria, se le ofreció a Diaz una beca atlética completa para jugar al béisbol en la Universidad Estatal de Florida. Diaz fue el cuarto de cuatro hermanos en obtener una beca universitaria de béisbol. Su hermano, Matt Diaz era un jugador profesional de béisbol en las ligas mayores, y otro de sus hermanos jugó al béisbol profesionalmente. Empezó la universidad en la segunda mitad de 2002 y jugó en el equipo durante un año. Según una entrevista al sitio web Jesus Freak Hideout manifesto que él "sintió que Dios lo llamaba para buscar música".

## Discografía

### Álbumes de larga duración
- 2003: Shades of White (Independent)[2]
- 2006: Everyday God (Independent)[2]
- 2007: They Need Love (Independent)
- 2009: More Beautiful You (INO)[4]
- 2011: Jonny Diaz (INO)
- 2014: Let It Fly (Centricity)

### EP
- 2008: Come, Let Us Adore (Independent)
- 2013: Starts With Love (Centricity)
- 2015: Everything Is Changing

### Singles
| Año  | Single                  | Posiciones del Chart | Posiciones del Chart | Posiciones del Chart | Álbum                  |
| Año  | Single                  | US Christ            | Christ Airplay       | US AC                | Álbum                  |
| ---- | ----------------------- | -------------------- | -------------------- | -------------------- | ---------------------- |
| 2009 | "More Beautiful You"    | 2                    | —                    | 25                   | More Beautiful You     |
| 2010 | "Stand For You"         | 20                   | —                    | —                    | More Beautiful You     |
| 2010 | "Waiting Room"          | 20                   | —                    | —                    | More Beautiful You     |
| 2011 | "Beauty Of The Cross"   | 20                   | —                    | —                    | Jonny Diaz             |
| 2012 | "Scars"                 | 20                   | —                    | —                    | Let It Fly             |
| 2014 | "Thank God I Got Her"   | 20                   | —                    | —                    | Let It Fly             |
| 2014 | "Use Me Too"            | —                    | —                    | —                    | Let It Fly             |
| 2015 | "Breathe"               | 6                    | 3                    | —                    | Everything Is Changing |
| 2016 | "Joy"                   | 35                   | 25                   | —                    | Everything Is Changing |
| 2017 | "Whole World"           | —                    | —                    | —                    | Let It Fly             |
| 2018 | "Define Me"             | —                    | —                    | —                    | Sweetness and Sorrow   |
| 2018 | "Watch You Be a Mother" | —                    | —                    | —                    | Sweetness and Sorrow   |
| 2018 | "Let Faith Move You"    | —                    | 46                   | —                    | Sweetness and Sorrow   |